# Обірвана ініціація
Обірвана ініціація, або обірвана транскрипція — це стадія транскрипції, що передує промоторному очищенню. На цьому етапі РНК-полімераза зв'язується із білками на промоторі й вступає в цикли синтезу коротких ланцюгів мРНК, що від'єднуються від комплексу ініціації перш ніж фермент почне рухатись ниткою ДНК. Цей процес виникає як у прокаріотів, так і в еукаріотів. Обірвана ініціація досліджувалась у Т3 та Т7 РНК-полімераз бактеріофагів та у E. Coli

## Стадії
Обірвана ініціація безпосередньо передує промоторному очищенню і включає наступні стадії:
1. РНК-полімераза сполучається з білками на промоторі й формує закритий комплекс полімераза-промотор.
2. Фермерт робить один крок назад по нитці ДНК і опиняється над точкою початку транскрипції, перетворюючись на відкритий комплекс полімераза-промотор.
3. Полімераза вступає у цикли синтезу коротких ланцюгів РНК (не більше 10 нуклеотидів у довжину).
4. Руйнується зв'язок між промотором і РНК-полімеразою, внаслідок чого остання вступає у стадію елонгації.

## Механізм
Обірвана ініціація — нормальний процес, що виникає як in vivo, так й in vitro.

## Принагідне
- Реплікація збереження і модифікація геному [Архівовано 5 березня 2016 у Wayback Machine.]